# Nizhny Tagil

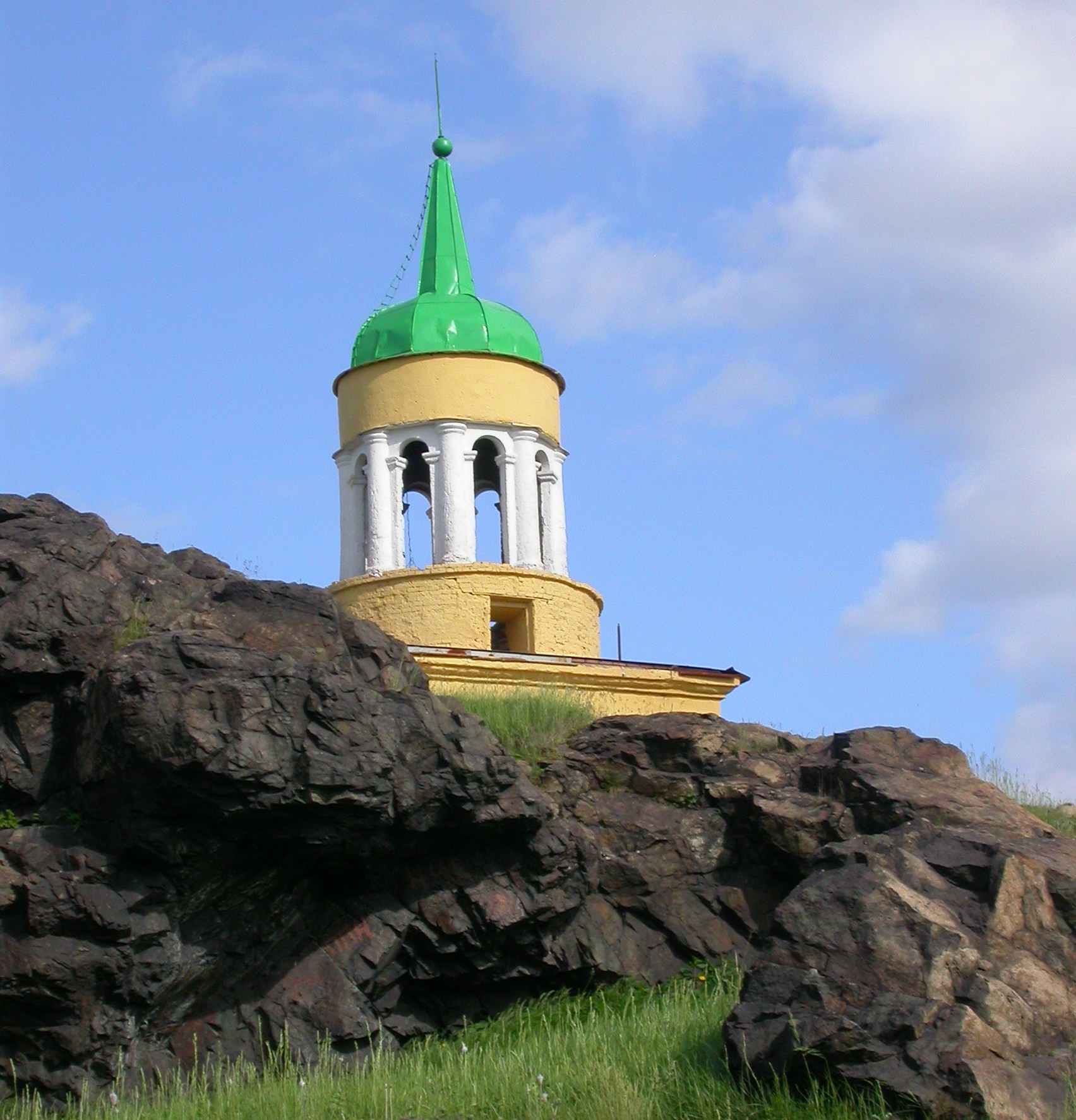
Tháp canh trên đồi, một biểu tượng của Nizhny Tagil

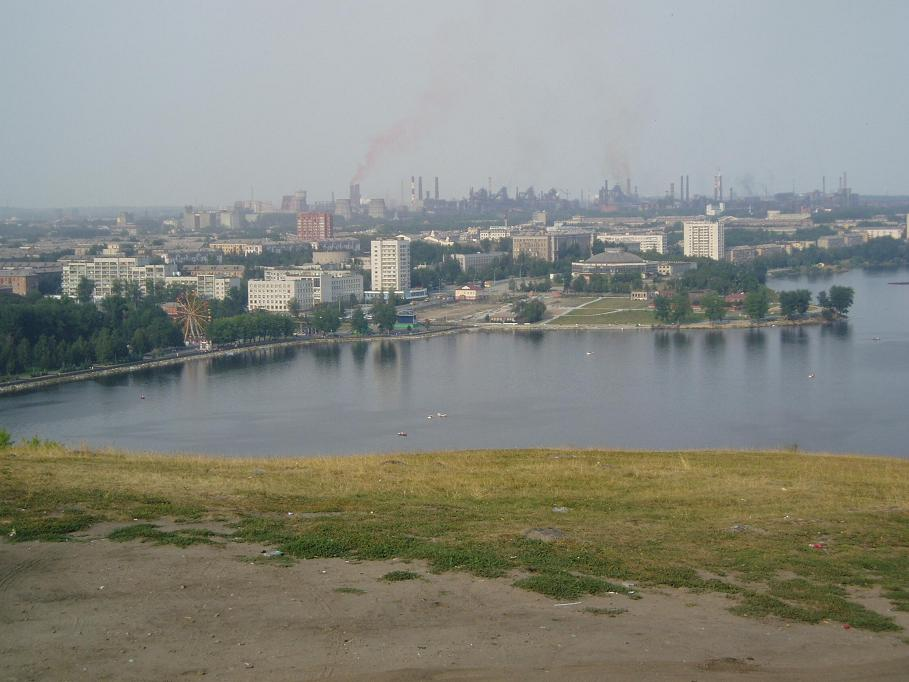
Cảnh Nizhny Tagil

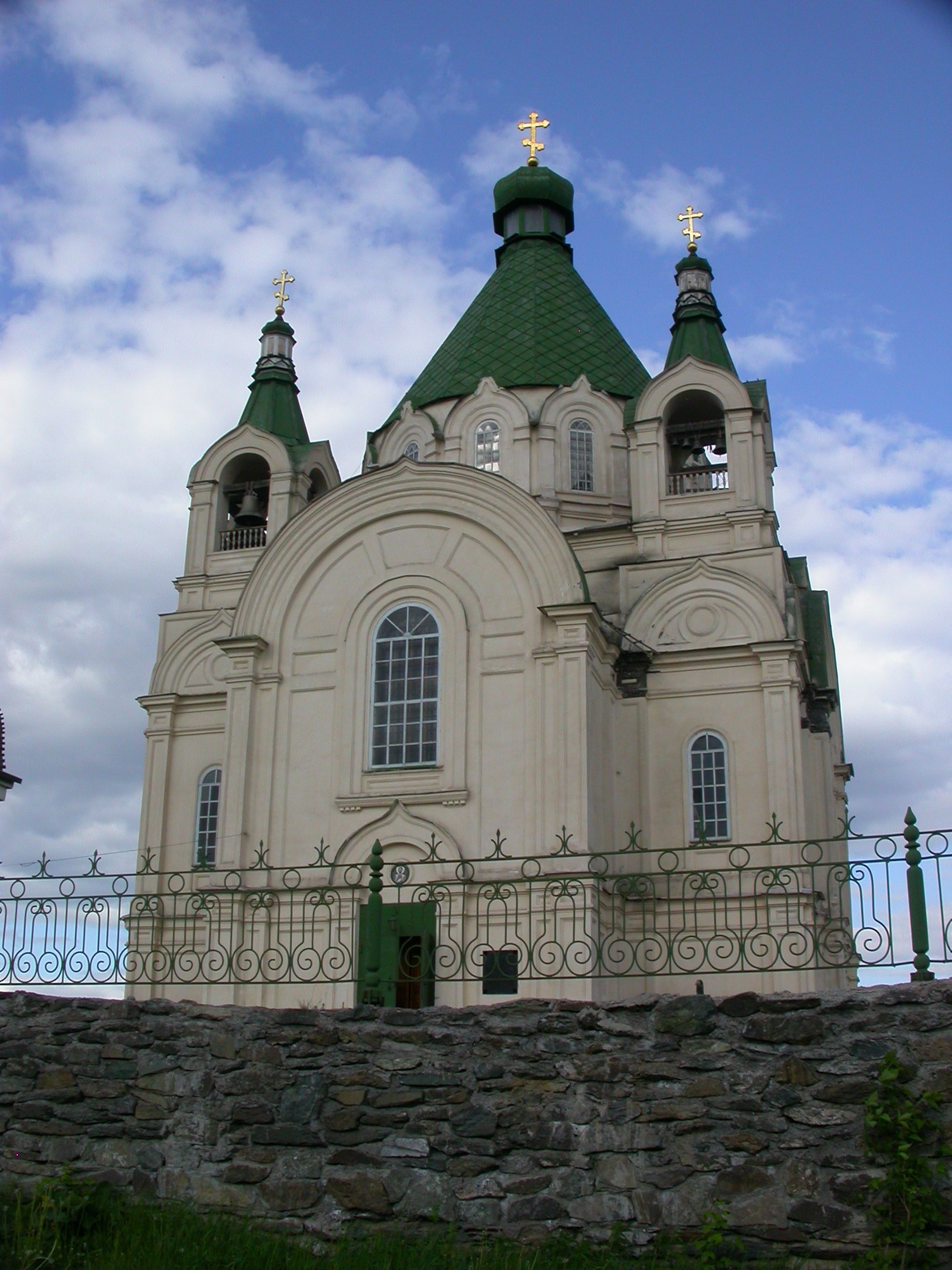
Nhà thờ Alexander Nevsky ở Nizhny Tagil

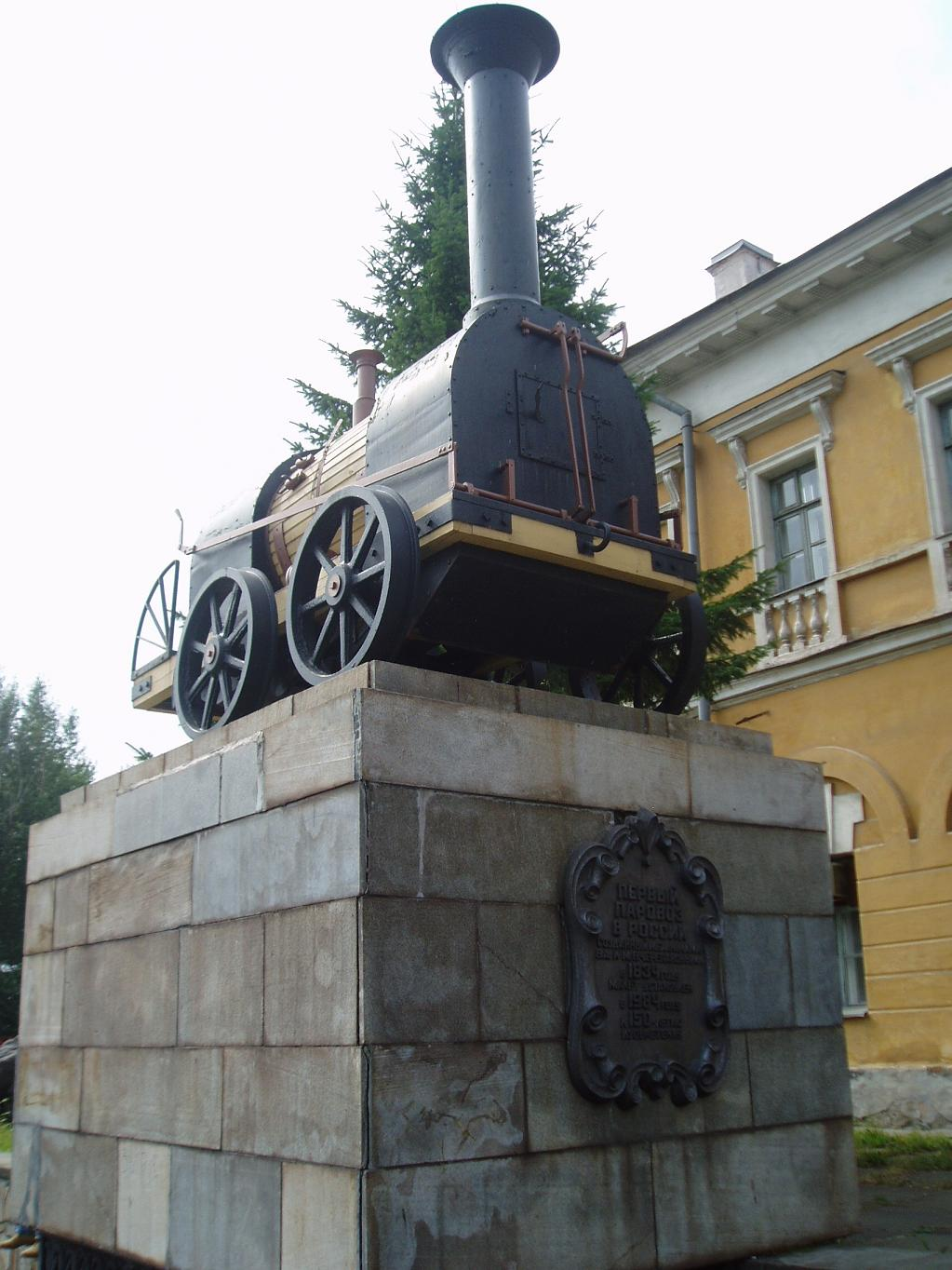
Đầu máy xe lửa đầu tiên của Nga

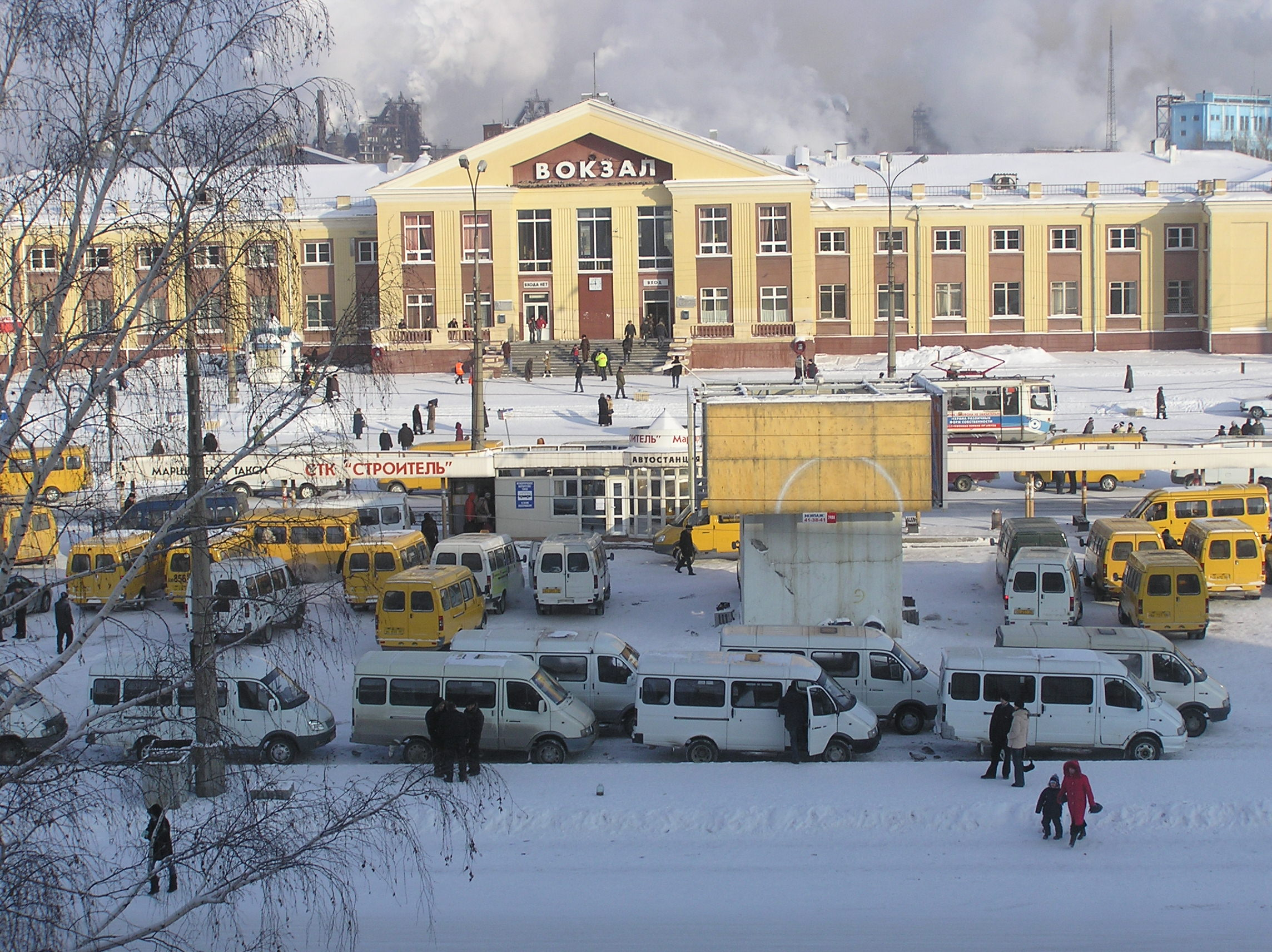
Nhà ga Nizhny Tagil

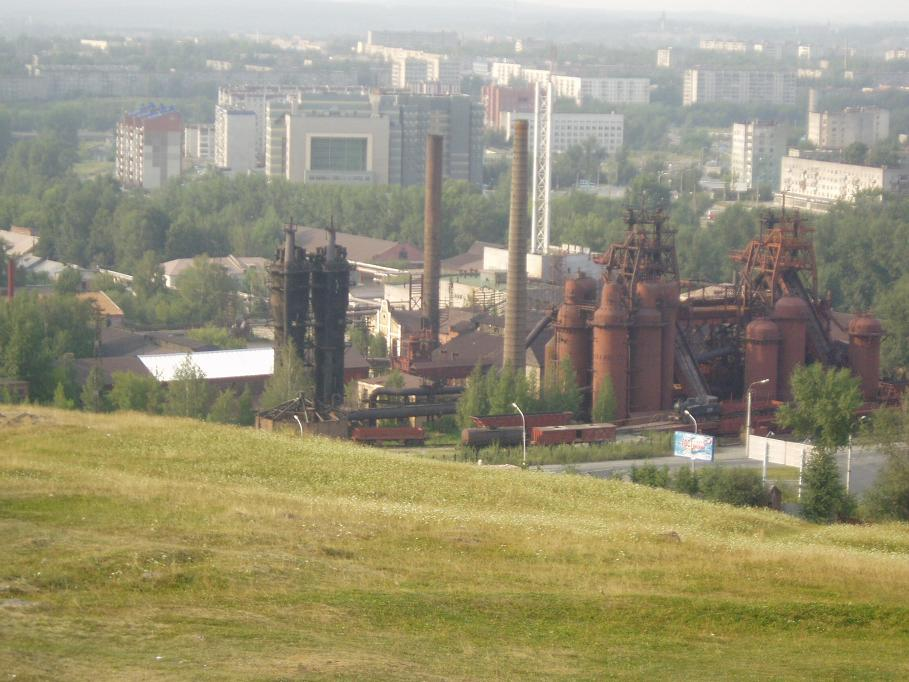
Công nghiệp Nizhny Tagil

Nizhny Tagil (tiếng Nga: Нижний Тагил) là một thành phố Nga. Thành phố này thuộc oblast (tỉnh) Sverdlovsk. Thành phố có cự ly 25 km về phía đông biên giới châu Âu và châu Á. Thành phố có dân số 390.498 người (theo điều tra dân số năm 2002. Đây là thành phố lớn thứ 46 của Nga theo dân số năm 2002. Dân số qua các năm là 361,883 (Điều tra dân số 2010); 390,498 (Điều tra dân số 2002); 439,521 (Điều tra dân số năm 1989).

## Khí hậu
Thành phố có khí hậu cận Bắc Cực (phân loại khí hậu Köppen: Dfc) với mùa hè ấm áp và mùa đông rất dài, lạnh. Lượng mưa chủ yếu tập trung vào cuối mùa xuân và đầu mùa thu, đạt cực đại vào tháng 7 và tháng 8. Một đợt đóng băng đã được ghi nhận cho mỗi tháng trong năm.
| Dữ liệu khí hậu của Nizhny Tagil (1949–2011) | Dữ liệu khí hậu của Nizhny Tagil (1949–2011) | Dữ liệu khí hậu của Nizhny Tagil (1949–2011) | Dữ liệu khí hậu của Nizhny Tagil (1949–2011) | Dữ liệu khí hậu của Nizhny Tagil (1949–2011) | Dữ liệu khí hậu của Nizhny Tagil (1949–2011) | Dữ liệu khí hậu của Nizhny Tagil (1949–2011) | Dữ liệu khí hậu của Nizhny Tagil (1949–2011) | Dữ liệu khí hậu của Nizhny Tagil (1949–2011) | Dữ liệu khí hậu của Nizhny Tagil (1949–2011) | Dữ liệu khí hậu của Nizhny Tagil (1949–2011) | Dữ liệu khí hậu của Nizhny Tagil (1949–2011) | Dữ liệu khí hậu của Nizhny Tagil (1949–2011) | Dữ liệu khí hậu của Nizhny Tagil (1949–2011) |
| Tháng                                        | 1                                            | 2                                            | 3                                            | 4                                            | 5                                            | 6                                            | 7                                            | 8                                            | 9                                            | 10                                           | 11                                           | 12                                           | Năm                                          |
| -------------------------------------------- | -------------------------------------------- | -------------------------------------------- | -------------------------------------------- | -------------------------------------------- | -------------------------------------------- | -------------------------------------------- | -------------------------------------------- | -------------------------------------------- | -------------------------------------------- | -------------------------------------------- | -------------------------------------------- | -------------------------------------------- | -------------------------------------------- |
| Cao kỉ lục °C (°F)                           | 11.1 (52.0)                                  | 11.1 (52.0)                                  | 30.2 (86.4)                                  | 30.0 (86.0)                                  | 33.9 (93.0)                                  | 33.9 (93.0)                                  | 34.6 (94.3)                                  | 37.2 (99.0)                                  | 29.4 (84.9)                                  | 22.6 (72.7)                                  | 12.3 (54.1)                                  | 4.9 (40.8)                                   | 37.2 (99.0)                                  |
| Trung bình ngày tối đa °C (°F)               | −11.5 (11.3)                                 | −9.6 (14.7)                                  | −0.8 (30.6)                                  | 8.1 (46.6)                                   | 15.5 (59.9)                                  | 20.8 (69.4)                                  | 22.7 (72.9)                                  | 19.4 (66.9)                                  | 13.2 (55.8)                                  | 4.6 (40.3)                                   | −4.6 (23.7)                                  | −9.7 (14.5)                                  | 5.7 (42.3)                                   |
| Trung bình ngày °C (°F)                      | −14.7 (5.5)                                  | −13.7 (7.3)                                  | −5.2 (22.6)                                  | 3.0 (37.4)                                   | 9.7 (49.5)                                   | 15.1 (59.2)                                  | 17.2 (63.0)                                  | 14.2 (57.6)                                  | 8.6 (47.5)                                   | 1.4 (34.5)                                   | −7.2 (19.0)                                  | −12.4 (9.7)                                  | 1.3 (34.3)                                   |
| Tối thiểu trung bình ngày °C (°F)            | −19.0 (−2.2)                                 | −18.7 (−1.7)                                 | −10.8 (12.6)                                 | −2.8 (27.0)                                  | 2.8 (37.0)                                   | 8.1 (46.6)                                   | 10.8 (51.4)                                  | 8.6 (47.5)                                   | 3.7 (38.7)                                   | −2.0 (28.4)                                  | −10.7 (12.7)                                 | −16.3 (2.7)                                  | −3.9 (25.0)                                  |
| Thấp kỉ lục °C (°F)                          | −45.0 (−49.0)                                | −42.0 (−43.6)                                | −36.1 (−33.0)                                | −27.2 (−17.0)                                | −12.8 (9.0)                                  | −5.0 (23.0)                                  | 0.0 (32.0)                                   | −2.6 (27.3)                                  | −7.8 (18.0)                                  | −27.0 (−16.6)                                | −38.9 (−38.0)                                | −46.0 (−50.8)                                | −46.0 (−50.8)                                |
| Lượng Giáng thủy trung bình mm (inches)      | 32.5 (1.28)                                  | 27.6 (1.09)                                  | 24.0 (0.94)                                  | 32.9 (1.30)                                  | 54.7 (2.15)                                  | 55.6 (2.19)                                  | 95.9 (3.78)                                  | 78.5 (3.09)                                  | 57.4 (2.26)                                  | 37.3 (1.47)                                  | 27.7 (1.09)                                  | 25.4 (1.00)                                  | 549.5 (21.63)                                |
| Số ngày giáng thủy trung bình                | 18.2                                         | 14.5                                         | 16.7                                         | 11.9                                         | 13.3                                         | 13.6                                         | 9.1                                          | 12.6                                         | 13.2                                         | 17.4                                         | 20.6                                         | 17.8                                         | 178.9                                        |
| Độ ẩm tương đối trung bình (%)               | 77.0                                         | 72.9                                         | 70.2                                         | 63.9                                         | 63.3                                         | 71.3                                         | 72.6                                         | 78.2                                         | 79.4                                         | 78.5                                         | 79.3                                         | 78.5                                         | 73.8                                         |
| Số giờ nắng trung bình tháng                 | 49.6                                         | 89.6                                         | 124.0                                        | 201.0                                        | 235.6                                        | 243.0                                        | 282.1                                        | 201.5                                        | 132.0                                        | 71.3                                         | 33.0                                         | 34.1                                         | 1.696,8                                      |
| Nguồn: Climatebase                           |                                              |                                              |                                              |                                              |                                              |                                              |                                              |                                              |                                              |                                              |                                              |                                              |                                              |

## Thành phố kết nghĩa
Thành phố này kết nghĩa với:
- Novokuznetsk, Nga
- Brest, Belarus
- Chattanooga, Hoa Kỳ
- Františkovy Lázně, Cộng hòa Séc

Các thành phố kết nghĩa trong quá khứ (chấm dứt quan hệ năm 2022 do Nga xâm lược Ukraina):
- Kryvyi Rih, Ukraina
- Cheb, Cộng hòa Séc
- Mariánské Lázně, Cộng hòa Séc